# 科姆拉特共和国

科姆拉特共和国国旗

科姆拉特共和国（罗马化：Komrat Respublikası，羅馬化：Komratskaya respublika）是在1905年俄国革命期间，于比萨拉比亚省科姆拉特村为抗议俄罗斯帝国沙皇政权而建立的一个自治共和国。社会主义革命家安德烈·加拉桑在当地加告兹人的支持下发动起义后，创建该国。该共和国仅维持6天（1906年1月6日—12日）。